# Lock up the Wolves
Albums de Dio
Dream Evil
(1987) Strange Highways
(1994)
Lock up the Wolves est le 5e album studio du groupe de heavy metal américain Dio.
Le titre de l'album devait se nommer à l'origine Metallic Blue. La couverture de Lock up the Wolves a été illustrée par Wil Rees. Le titre Hey Angel sort en single le 17 septembre 1990 avec les chansons Why Are They Watching Me, Rock 'N' Roll Children et Mystery comme Face-B. Hey Angel est le seul single issu de l'album Lock up the Wolves.

## Charts

### Album
| Année | Album              | Positions     | Positions       |
| ----- | ------------------ | ------------- | --------------- |
| Année | Album              | Billboard 200 | UK Album Charts |
| 1990  | Lock up the Wolves | #61           | #28             |

### Singles
| Année | Titre     | Position                   |
| ----- | --------- | -------------------------- |
| Année | Titre     | USA Mainstream Rock Tracks |
| 1990  | Hey Angel | #??                        |

## Composition du groupe
- Ronnie James Dio - chants
- Rowan Robertson - guitare
- Teddy Cook - basse
- Simon Wright - batterie
- Jens Johansson - claviers

## Liste des titres
Toutes les paroles sont écrites par Ronnie James Dio.
| No  | Titre                    | Musique                                                     | Durée |
| --- | ------------------------ | ----------------------------------------------------------- | ----- |
| 1.  | Wild One                 | Ronnie James Dio, Rowan Robertson                           | 3:57  |
| 2.  | Born on the Sun          | Ronnie James Dio, Rowan Robertson, Jimmy Bain, Vinny Appice | 5:30  |
| 3.  | Hey Angel                | Ronnie James Dio, Rowan Robertson                           | 4:50  |
| 4.  | Between Two Hearts       | Ronnie James Dio, Rowan Robertson                           | 6:16  |
| 5.  | Night Music              | Ronnie James Dio, Rowan Robertson, Jimmy Bain               | 4:56  |
| 6.  | Lock up the Wolves       | Ronnie James Dio, Rowan Robertson, Jimmy Bain               | 8:18  |
| 7.  | Evil on Queen Street     | Ronnie James Dio, Rowan Robertson, Teddy Cool               | 5:51  |
| 8.  | Walk on Water            | Ronnie James Dio, Rowan Robertson, Jens Johansson           | 3:23  |
| 9.  | Twisted                  | Ronnie James Dio, Rowan Robertson, Jimmy Bain, Vinny Appice | 4:35  |
| 10. | Why Are They Watching Me | Ronnie James Dio, Rowan Robertson                           | 5:00  |
| 11. | My Eyes                  | Ronnie James Dio, Rowan Robertson, Jens Johansson           | 6:24  |